# Massimina
Massimina è la zona urbanistica 16E del Municipio Roma XII di Roma Capitale (zona "O" 20 A-B). Si estende sulla zona Z. XLV Castel di Guido.
Il toponimo indica anche una frazione di Roma Capitale.

## Geografia fisica

### Territorio
La zona urbanistica confina:
- a nord con la zona urbanistica 18F Boccea
- a est-sud-ovest con la zona urbanistica 16F Pantano di Grano

## Storia
La zona è anche chiamata "Massimilla" (dal nome di una delle vie principali del quartiere: via della Massimilla) oppure "Casal Lumbroso" (nome preso dalla via del Casale Lumbroso, una via circondata da ville e che collega la via Aurelia con il Grande Raccordo Anulare), e si sviluppa sul lato sud della via Aurelia, poco fuori il Grande Raccordo Anulare, su un territorio alternato da fondovalle e crinali.
L'asse insediativo principale può essere suddiviso in tre zone fondamentali, divise tra loro da zone commerciali e terreni privati:
- Zona del 13° (nome derivato dal chilometraggio corrispondente sulla via Aurelia), il cui nucleo insediativo principale è costituito dalla sequenza di via Giuseppe Vanni, via Alessandro Santini e via Casal Lumbroso; zona costituita maggiormente da piccole palazzine e villette bifamiliari e quadrifamiliari.
- Zona della Massimilla, il cui nucleo insediativo è costituito dalla sequenza di via della Massimilla, via Serafino Belfanti e via Ciro Trabalza (tre vie collegate tra loro ma parallele in diversi punti; zona costituita esclusivamente da piccole palazzine.
- Zona Ildebrando (dal nome della via che ne costituisce la spina dorsale, poiché la zona si estende per l'intera lunghezza di tale via: via Ildebrando Della Giovanna), il cui nucleo insediativo e maggiormente costituito dalle abitazioni lungo l'intera via (è da notare che la suddetta via non è più privata dal 2001, anno in cui è stata allargata a vantaggio di entrambe le corsie di marcia e dotata di ampi parcheggi in prossimità delle abitazioni, degli uffici e delle aree di ristoro); è una zona costituita da ville e piccole palazzine. Dal 2011 via Ildebrando Della Giovanna congiunge via Romano Guerra a via Gioele Solari, altra arteria principale della zona. Nelle vicinanze di questo incrocio si estende il parco della zona.

La struttura della zona non presenta luoghi con caratteri di centralità, quali possono essere una piazza o un viale commerciale.
L'unico fronte commerciale presente si trova, infatti, in prossimità della via Aurelia.
Nel maggio del 2009 si fece l'ipotesi di costruire lo stadio per il calcio per la A.S. Roma, poi decaduta.

## Architetture religiose
Le chiese cattoliche di Massimina e dell'intera zona Castel di Guido fanno parte della diocesi suburbicaria di Porto Santa Rufina.
- Chiesa del Corpus Domini a Massimina, su via Giuseppe Vanni. Chiesa del XX secolo. 41.880586°N 12.360259°E
- Chiesa della Madonna di Fátima, su via Nicola Garrone. Chiesa del XX secolo (1970-79). 41.876226°N 12.346912°E

Progetto dell'architetto Lorenzo Monardo.